# Paul (polvo)

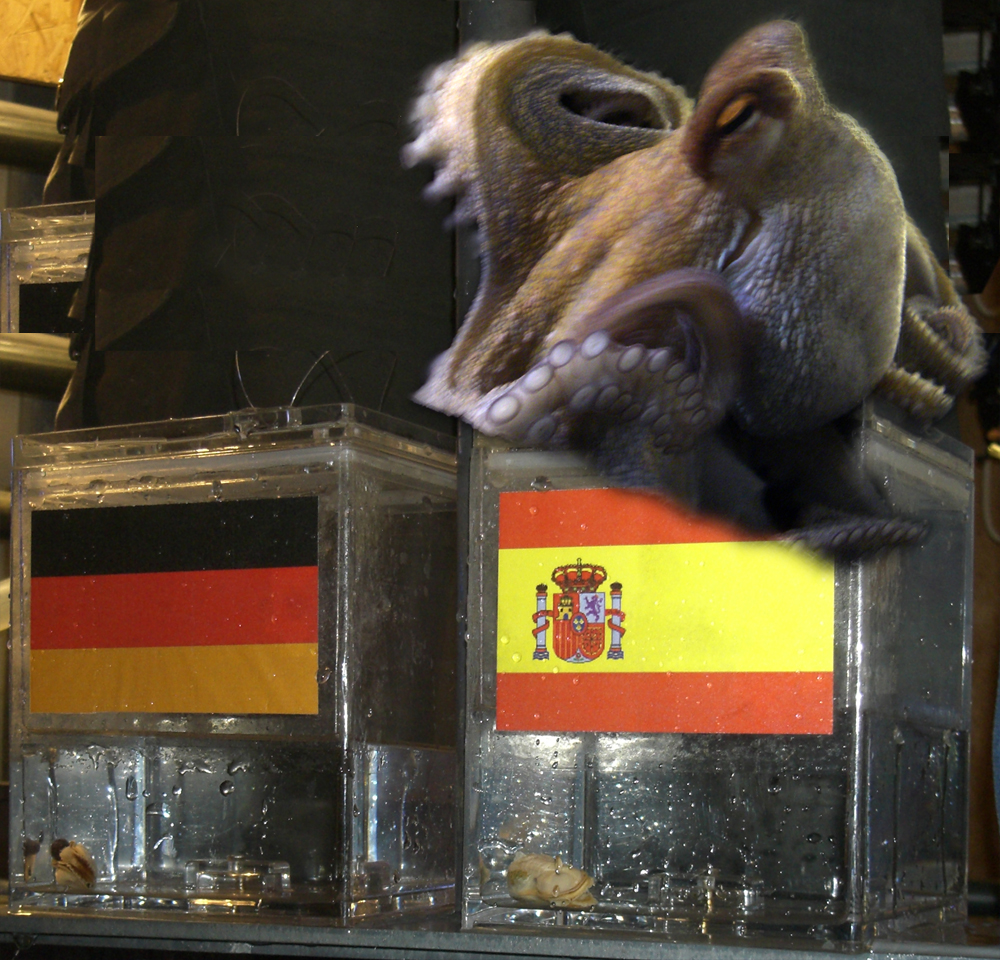
Fotografia mostrando o sistema empregado para decidir um prognóstico

Paul, o polvo (Ilha de Elba, 26 de janeiro de 2008 – Oberhausen, 26 de outubro de 2010) foi um molusco da espécie Octopus vulgaris residente no Aquário Marinho (Sea Life Centre) de Oberhausen, na Alemanha, que se tornou conhecido no mundo inteiro por "prever" — segundo se tem usado interpretar e dizer — corretamente os resultados da Seleção Alemã no Mundial de 2010, na África do Sul.
Antes dos jogos, Paul era colocado perante duas caixas com mexilhões, que é o alimento da espécie: uma com a bandeira alemã, outra com a bandeira da seleção oponente. A caixa escolhida para se alimentar era interpretada como uma previsão do vencedor do confronto.
Na Copa do Mundo de 2010, Paul previu a queda da seleção Alemã nas semifinais e a conquista do terceiro lugar, tendo acertado todos os palpites da campanha (7 jogos). A previsão sobre a derrota para a Espanha foi seguida por cerca de 20 estações de televisão internacionais.
Paul também acertou o palpite para a grande final, entre Espanha e Holanda: novamente apostou nos espanhóis, que ficaram com seu primeiro título mundial.
O polvo Paul foi ainda alvo de negócios entre o seu aquário e o de Madrid sendo feita uma oferta de vários milhares de euros mas o aquário de Oberhausen recusou sempre as propostas.
A polêmica organização americana de defesa dos direitos animais, PETA, reclamou a libertação do polvo nas águas do Sul de França.
Paul foi pescado em águas italianas, próximo a ilha de Elba e adestrado por Verena Bartsch, uma jovem alemã de 22 anos, que testemunhou ser o molusco marinho de nacionalidade italiana.
Paul morreu de causas naturais em 26 de outubro de 2010 enquanto descansava.
Em 17 de junho de 2014, o Google criou um doodle homenageando o Polvo Paul, em ocasião dos jogos entre Bélgica e Argélia, Brasil e México e Rússia e Coreia do Sul na Copa do Mundo Fifa 2014 realizada no Brasil.

## Resultados das previsões

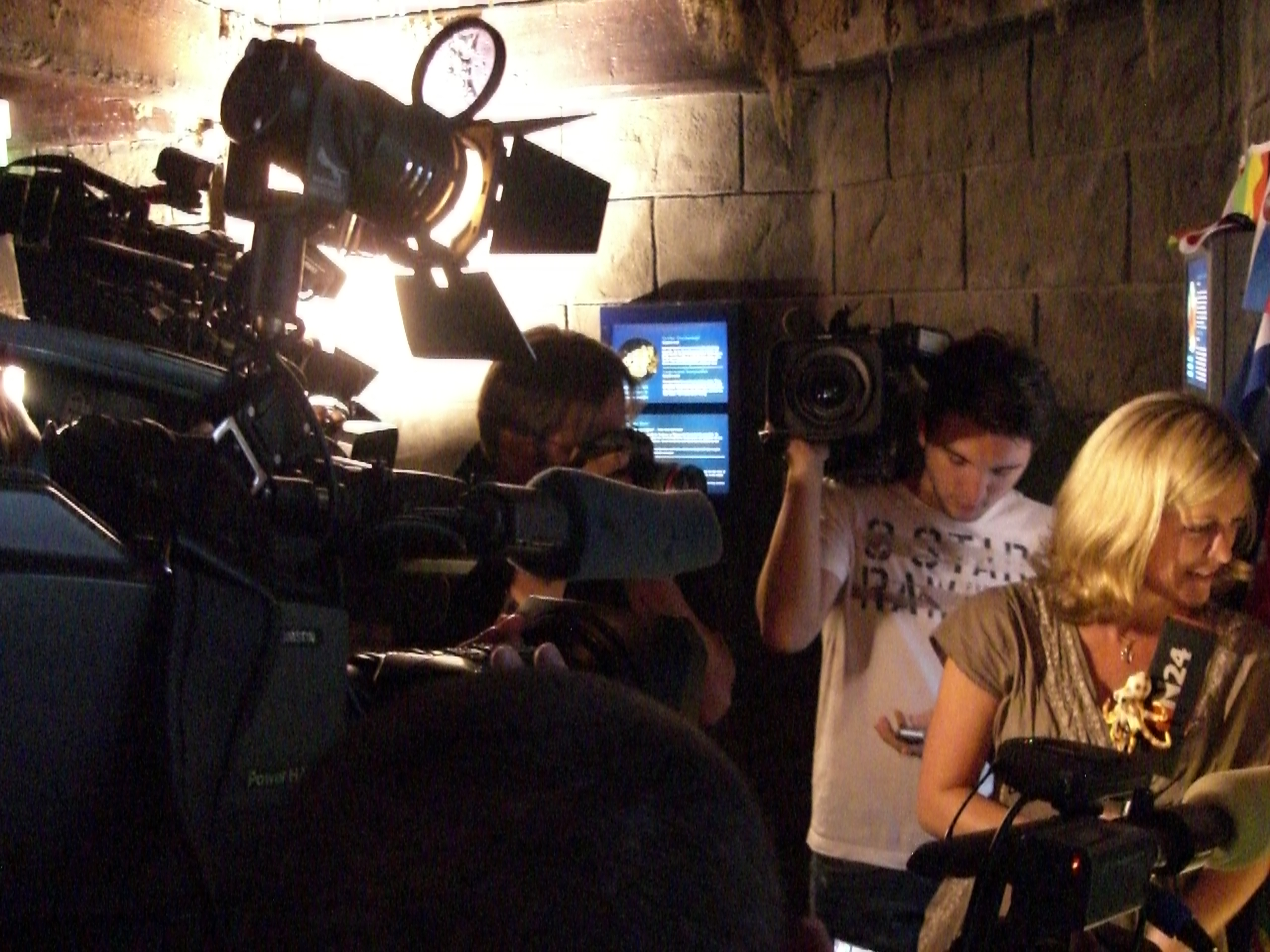
Uma coletiva de imprensa realizada para conhecer Paul, 6 de julho de 2010.

### Previsões para a seleção alemã

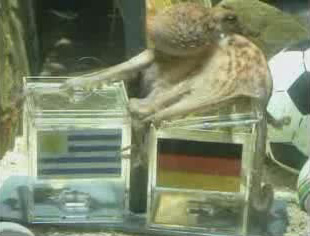
Paul prevê a vitória da Alemanha sobre o Uruguai na disputa pelo terceiro lugar na Copa do Mundo.

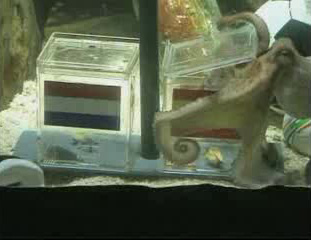
Paul prevê a Espanha campeã em 9 de Julho de 2010.

UEFA Euro 2008
| Oponente | Estágio          | Data        | Previsão | Placar | Resultado |
| -------- | ---------------- | ----------- | -------- | ------ | --------- |
| Polónia  | fase de grupos   | 8 de junho  | Alemanha | 0-2    | correta   |
| Croácia  | fase de grupos   | 12 de junho | Alemanha | 2-1    | incorreta |
| Áustria  | fase de grupos   | 16 de junho | Alemanha | 0-1    | correta   |
| Portugal | quartas-de-final | 19 de junho | Alemanha | 2-3    | correta   |
| Turquia  | semifinais       | 25 de junho | Alemanha | 2-3    | correta   |
| Espanha  | final            | 29 de junho | Alemanha | 1-0    | incorreta |

Copa do Mundo FIFA 2010
| Oponente   | Estágio             | Data        | Previsão | Placar | Resultado |
| ---------- | ------------------- | ----------- | -------- | ------ | --------- |
| Austrália  | Fase de grupos      | 13 de junho | Alemanha | 4 – 0  | Correta   |
| Sérvia     | Fase de grupos      | 18 de junho | Sérvia   | 0 – 1  | Correta   |
| Gana       | Fase de grupos      | 23 de junho | Alemanha | 1 – 0  | Correta   |
| Inglaterra | Oitavas-de-final    | 27 de junho | Alemanha | 4 – 1  | Correta   |
| Argentina  | Quartas-de-final    | 3 de julho  | Alemanha | 4 – 0  | Correta   |
| Espanha    | Semifinal           | 7 de julho  | Espanha  | 0 – 1  | Correta   |
| Uruguai    | Decisão do 3º lugar | 10 de julho | Alemanha | 2 – 3  | Correta   |

### Previsões para outras seleções
| Equipes                   | Torneio                 | Estágio | Data        | Previsão | Placar | Resultado |
| ------------------------- | ----------------------- | ------- | ----------- | -------- | ------ | --------- |
| Países Baixos vs. Espanha | Copa do Mundo FIFA 2010 | final   | 11 de julho | Espanha  | 0 – 1  | Correta   |